# Afonso Eanes do Coton
Afonso Eanes do Coton (también Alfonso Eanes de Cotón o Afons’Eanes) fue un trovador gallego del siglo XIII, activo en las cortes de Fernando III y Alfonso X. Es un personaje muy importante para la localidad coruñesa de Negreira, llevando un premio de poesía su nombre y siendo su figura de cerámica de Sargadelos la que entrega dicho ayuntamiento a sus visitante más ilustres.  También tiene una calle con su nombre en Ciudad Real.

## Biografía
Se supone que nació, a finales del siglo XII o ya en el siglo XIII, en la localidad coruñesa de Negreira, donde está el pazo do Cotón. También existen teorías que sitúan su nacimiento en Santiago de Compostela debido a que su supuesto padre (Iohannes Cothon) tenía casa allí.
Eanes do Coton se presenta como escudero, por lo que probablemente descienda de una familia de la baja nobleza, otro indicio es el hecho de que reprueba a los trovadores que cobran por su arte. Existe constancia de su participación en campañas de reconquista llevadas a cabo por Fernando III, de su obra se deduce que también participó en el cerco a Jaén de 1246 y en las tomas de Sevilla y de Córdoba. Recorrió buena parte del Camino Francés según él por estar enamorado de una mujer de la que poco a nada sabía.
En la corte de Fernando III mantiene producción literaria con Martin Soarez, Johan Soarez Coelho y Roi Gomez de Briteiros. Así mismo conoce a Gonzalo Eanes do Vinhal y a Pero da Ponte.
Tenía fama de gustarle la mala vida, Martin Soares lo acusa de ello en una cantiga. Según cuenta Alfonso X, Eanes do Coton fue asesinado por Pero da Ponte, al parecer en una taberna de Ciudad Real (conocida de aquella como Villa Real) en torno al año 1266.

## Obra
Se conservan quince cantigas de escarnio y maldecir, dos cantigas de amigo y dos tensones, ambos con Pero da Ponte. Además existen dudas sobre la autoría de otras dos cantigas de escarnio, una cantiga de amor y otra de amigo.